# Progarypus longipes
Espèce
Progarypus longipes est une espèce de pseudoscorpions de la famille des Hesperolpiidae.

## Distribution
Cette espèce est endémique de la région d'Atacama au Chili. Elle se rencontre vers Alto del Carmen.

## Description
Les mâles mesurent de 3 à 3,2 mm et la femelle 4 mm.

## Publication originale
- Beier, 1964 : Die Pseudoscorpioniden-Fauna Chiles. Annalen des Naturhistorischen Museums in Wien, vol. 67, p. 307-375 (texte intégral).